# Штиглиц, Генрих
Генрих Штиглиц (нем. Heinrich Wilhelm Stieglitz; 22 февраля 1801, Арользен, княжество Вальдек-Пирмонт — 23 августа 1849, Венеция) — немецкий поэт и писатель еврейского происхождения. Племянник банкира Людвига Штиглица.

## Биография
В 1814 году вместе с рядом родственников принял крещение. Учился в гимназии в Готе, затем в Гёттингенском университете, где среди его наставников был Фридрих Бутервек, от которого Штиглиц унаследовал интерес к античности. В 1822 году был исключён за сочинение вольнолюбивой студенческой песни, продолжил образование в Лейпцигском университете (в частности, у И. Г. Я. Германа). В 1826 году в Берлине защитил диссертацию. Работал в Королевской библиотеке, в 1833 году занял должность её хранителя. В 1836—1838 годах жил в Мюнхене, последующие годы жизни провёл в Италии. Умер от холеры.
В молодости Штиглиц был замечен Иоганном Вольфгангом Гёте и Людвигом Уландом, в 1823 году дебютировал совместной с Э. Л. Гроссе книгой «Стихи к лучшим из греков» (нем. Gedichte zum Besten der Griechen). Выпустил несколько стихотворных сборников, трагедию в стихах «Праздник Диониса» (нем. Dionysosfest; 1836), четыре тома путевых очерков с описаниями своих впечатлений от Черногории, Истрии и Далмации, Венеции, Рима. Согласно Энциклопедии Брокгауза и Ефрона, «его таланту недоставало силы и яркости; Штиглиц чувствовал это сам и сильно страдал от невозможности достигнуть совершенства поэтической формы».
Наибольшую известность Штиглицу принесла трагическая страница его биографии: его жена Шарлотта, урождённая Вильхёфт (1806—1834), будучи уверена в том, что для творческого взлёта поэту не хватает сильных переживаний, покончила с собой, завещав мужу черпать вдохновение в её самопожертвовании. Поэтическому творчеству Штиглица это не помогло, но эпизод имел значительный резонанс, отразившись, прежде всего, в нескольких произведениях дружившего со Штиглицем Теодора Мундта; считается также, что от этой истории отталкивался Карл Гуцков при работе над романом «Валли сомневающаяся». Уже в XX веке пьесу «Шарлотта Штиглиц» написал Петер Хакс. Переписка Штиглица с женой и его воспоминания о ней опубликованы посмертно.